# 鄒廣
邹广（1973年6月—），中华人民共和国政治人物，中共黨員。歷任广东深圳市政府办公厅秘书、深圳市罗湖区副区长、汕尾市副市長、儋州市市长、儋州市委书记等職，现任海南省人民政府副省長。